# Pohořka
Pohořka (nebo také Pohořský potok) je levostranným přítokem Miletínského potoka.

## Průběh toku
Potok začíná spojením dvou menších toků ve Velechvínském polesí, konkrétně v jeho jižní části – lese Provodov. Na jeho toku se nacházejí zbytky hrází bývalých Čapkovských a Klabouchovských rybníků, na kterých hospodařili lidé z Hůrek. Protéká kolem Žižkova dubu na jihovýchod. Na okraji lesa jedním ramenem napájí a druhým obtéká rybník Horní Pohoř. Kromě Pohořky do něj přitéká potok od Šírků hájenky. Rybník má dvě výpusti a spolu s vedlejším ramenem ústí do rybníka Dolní Pohoř. Kolem chaty do nej od jihozápadu přitéká menší potůček. Jedinou výpustí pak potok směřuje k rybníku Pohořka, který částečně obtéká. Poté skrze pole teče ke Slověnicím, zde do něj přitéká zleva potok od rybníčku Kukla. Následně se kříží silnicí II/148 a vlévá se do zálivu rybníka Dvořiště.